# حبوس أرسلان
الأميرة حبوس الأرسلانية (1768 - 1836)، ابنة الأمير بشير بن قاسم الأرسلاني، من أحفاد الأمير جمال الدين أرسلان الذي شهد معركة مرج دابق بين السلطان سليم الأول العثمانى وسلطان مصر، الملك الأشرف قانصوه الغوري، سنة 922 هـ / 1516م، وهي جدة الأمير حمود أرسلان والد الأميرين عادل وشكيب أرسلان وأم الأمراء «منصور» و«أحمد» و«حيدر» و«أمين» الأرسلانين.
عاشت نهاية القرن الثامن عشر وبدايات التاسع عشر، أيام اضطراب أحوال البلاد السياسية، وحدة التغيرات الجارية فيها، تبع لأهواء الحاكم العثماني، الذي طالما مثله الولاة وخاصة والي عكا، فاستطاعت الأميرة أن تحذو حذو أرباب السياسة والحكم، فكان لها تاريخ ومآثر سجلها المؤرخون ووصفتها دائرة المعارف قائلة: «كانت حاذقة، سديدة الرأي ثابتة الجنان، عالية الهمة، كريمة اليد، حسنة السياسة، وكانت، إلى ذلك، نجالس الرجال وتقودهم بفصاحة خطابها، تغيث الملهوفين، وتعول من يلتجئ إليها، وتعامله معاملة القريب والنسيب».
ولدت الأميرة حبوس في الشويفات سنة 1768م، وتزوجت بالأمير عباس بن فخر الدين الأرسلاني، وكانت ذات شخصية نادرة يضرب بها المثل، حتى أنها طغت على شخصيتي والدها وزوجها الأمير عباس بن فخرالدين الأرسلاني الذي توفي سنة 1224هـ 1809م، وأولادها صغار ليس فيهم من يصلح للإمارة، فقامت بها،
وكانت إمارتها تشمل الشويفات، عين عنوب، عرمون، بشامون، عين كسور، وغيرها من المزارع. وقال فيها الشدياق: «تولت المقاطعة لذكائها... فساست الرعية سياسة حسنة، واشتهرت بالصفات الحسنى حتى كانت ملجا وغوثا للناس».
إلا أن دائرة المعارف للبستاني تشير إلى أن توليها لشؤون احى م كان في العام 1793 حاكمة على إقطاعة الغرب فأدارت الحكم بفطنة جعلتها موضع إعجاب اللبنانين.
وفي العام 1794م شكا رئيس العسكر، وكانوا يسمونه سرعسكر، محمد اغا العبد الأمير بشير إلى الجزار واتهمه بعدم دفع الجزية المفروضة عليه، فأرسل الجزار أمرا بالقبض عليه مع أخيه حسن والشيخ بشير جنبلاط وقد تم ذلك في غابة الصنوبر قرب بيروت وأرسل الثلاثة أسرى إلى الجزار على متن سفينة حملتهم إلى عكا، فسجنهم في قلعتها وقيدهم بسلاسل ثقيلة ومنع الناس من زيارتهم، وفي سجنهم لم تنقطع الأميرة حبوس عن إرسال الأموال الجزيلة إلى الأمير بشير ليقدمها إلى الجزار فدية عنهم، وكانت إلى جانب ذلك، تتولى شؤون عياله وتسعى إلى الدعوة له واستمالة الناس إليه.
ويقول لامارتين في كتابه رحلة إلى الشرق: "لما طرح الجزار الأمير بشير في سجن عكا، يوم ذهب إليه بعد مقتل الأمير يوسف، وأبقاه مدة عشرين شهرا، وضيق عليه، بغية أن يسوقه إلى دفع جزية عظيمة، ولكن الأمير بشير لم يكن يملك شيئا، ولم يكن قد تولى زمنا طويلا ليجمع ثروة، وكان معه في السجن وزيره الشيخ بشير جنبلاط فأرسل الشيخ الجنبلاطي سرا إلى الأميرة حبوس التي كان بينه وبينا علاقة حسنة، وعهد إليها بأن تقدم للباشا ما يطلبه، وتتظاهر بأنها تريد أن ترهن حليها وجواهرها لإكمال الفدية.
فذهبت الأميرة حبوس إلى الجزار وكانت امرأة فطنة جريئة ذات براعه فالتقته في عكا. واستمالته بلطف شخصيتها وذكائها، حتى خفض مقدار المبلغ الذي كان قد طلبه، تخفيضا عظيا، وارجع الأمير بشير إلى ولايته. واستمرت الأميرة حبوس في ولايتها إلى أن عزل الأمير بشير الشهابي عن ولاية لبنان سنة 1820 وكانت تابعة له، ثم عاد إلى الحكم سنة 1822 فأقام أحد أبنائها أحمد بن عباس أميرا على الشويفات وظن الناس، يومذاك، أن الأمير إنما يكافئ أحمد على شجاعته وعونه له، إلا أنه، في الحقيقة، كان يرمي من وراء ذلك النيل من عزة الأميرة حبوس. وفي العام 1824 عندما غلب الشيخ بشير جنبلاط أعمام الأمير بشير الشهابي والذي ما لبث أن انتهى مقتولا في عكا، أدركت الاميرة حبوس أن الأمير
بشير الشهابي المنتصر لا بد من أن يفتك بها، فأثرت اللجوء إلى بشامون، وحين بلغ الأمير بشير خبر ذلك اللجوء، أرسل في أثرها أحد أبناء عمه الأمير بشير قاسم حيدر الذي أصبح فيا بعد بشيرا الثالث، ليطالبها بأموال فدية ويضيق عليها الخناق الأمر الذي أدى إلى موتها قهرا. ويروي الشدياق عن أسباب موتها قوله: «لما شدد الأمير بشير قاسم حيدر على الأميرة بطلب المال وضيق عليها ذهب ولداها إلى عين تيراز يلتمسان من الشيخ منصور الدحداح، مدير الأمير الشهابي ويسترضيانه بتعيين ما يمكنهما دفعه من المال المطلوب.

وفي غضون ذلك توفيت، ولما بلغ أولادها خبر موتها، حضروا إلى بشامود وأقاموا لها مأتما، ودفنت في قبة الأمير نجم. أما دائرة معارف البستاني فتقول في خبر موتها:
«ويقال انها ماتت بدسيسة من الأمير بشير»
وكما يؤكد بعض الرواة على ذلك بقوهم انها ماتت خنقا.
إلا أن ثمة حكاية أخرى عن أسباب موتمها وملابساته، تناقلها الخلف عن السلف، دون أن يؤكدها مؤرخ معروف، منها، أنه بينا كان جند الأمير بشير يمرون بقصرها في بشامون، دخلت القصر نورية تقصد الاستجداء، فاستبدلت الأميرة ثيابا بثياب تلك النورية وخرجت، ولم تسر مسافة في طريق عين عنوب حتى راها جنود الأمير بشير فلفت نظرهم ساق بيضاء تظهر من نحت الثياب، والتي لا يمكن أن يكون مثلها لنورية تضرب الآفاق والأزقة منتعلة قدميها فصاح أحد الجنود «هي ذي الأميرة» فلحق بها الجند. فسقطت ميتة لشدة تأثرها، ويروى كذلك، أنهم أطلقوا عليها الرصاص عند كنيسة عين عنوب الأرثوذكسية فقتلوها وكان ها من العمر ثمان وخمسون سنه.
وقد تكون القصة الأخيرة هذه قد لعب بها الخيال الشعبي ولا يمكن الركون إليها كحقيقة تاريخية، مما يجعل غيابها سرا من اسرار عداوات وزعامات الأيام الخوالي.
إلا أن، ما لا يرقى إليه الشك، أن الأميرة حبوس الأرسلانية، والتي كانوا يلقبونها بالست حبوس كانت سديدة الراي عالية الهمة، كريمة النفس، نموذجا فذا فريدا للنبل والإقدام والشجاعة عبر العصور فغدت مثالا بين النساء اللواتي حكمن وخضن الحروب.
قال الأمير عادل أرسلان في رسالة بعث بها إلى الزركلي «حبوس هي التي غضبت على وكيل أملاكها» زيدان«جد جرجي زيدان الشهير فكانت سبب نزوحه إلى بيروت وكان نزوحه سبب ظهور المؤرخ الشهير جرجي زيدان. وهي ليست شهابية بل هي أرسلانية».